# Islam i Polen
Den første mærkbare tilstedeværelse af islam i Polen begyndte i det 14. århundrede. Fra dette tidspunkt var det primært i forbindelse med tatarerne. Den første væsentlige ikke-tatariske gruppe af muslimer ankom til Polen i 1970'erne. I øjeblikket kan det samlede antal af muslimer i Polen anslås til omkring 30.000 eller 0,07% af den samlede befolkning.